# Aksionowo (rejon bieżanicki)
Aksionowo (ros. Аксёново) – wieś (ros. деревня, trb. dieriewnia) w zachodniej Rosji, w osiedlu wiejskim Bieżanickoje rejonu bieżanickiego w obwodzie pskowskim.

## Geografia
Miejscowość położona jest nad rzeką Elmienica i jeziorem Alo, 27 km od centrum administracyjnego osiedla wiejskiego i całego rejonu (Bieżanice), 131 km od stolicy obwodu (Psków).
W granicach miejscowości znajdują się ulice: Centralnaja, Gubinskaja, Ługowaja, Kiebinskaja, Kołchoznaja, Lesnaja, Oziernaja, Prioziernaja.

## Demografia
W 2010 r. miejscowość zamieszkiwało 119 osób.